# Settat
Settat (in arabo سطات‎?, Seṭṭāt; in berbero: ⵙⵟⵟⴰⵟ, Seṭṭaṭ) è una città del Marocco, capoluogo dell'omonima provincia, nella regione di Casablanca-Settat, situata a circa 80 km a sud da Casablanca. La città fa parte della regione storica della Chaouia. 
Settat è anche conosciuta come Saṭṭāt o Sattat.

## Società

### Comunità ebraica
Settat era sede di una comunità ebraica. La comunità si suddivideva tra i locali ebrei arabofoni, tendenzialmente piccoli commercianti, e gli ebrei berberi (definiti shleuḥ) immigrati dai monti dell'Atlante. I due gruppi abitavano due distinti mellah separati da una larga strada. All'inizio del XX secolo, vi erano a Settat 655 ebrei su una popolazione totale di circa 6 000 abitanti.

## Galleria d'immagini

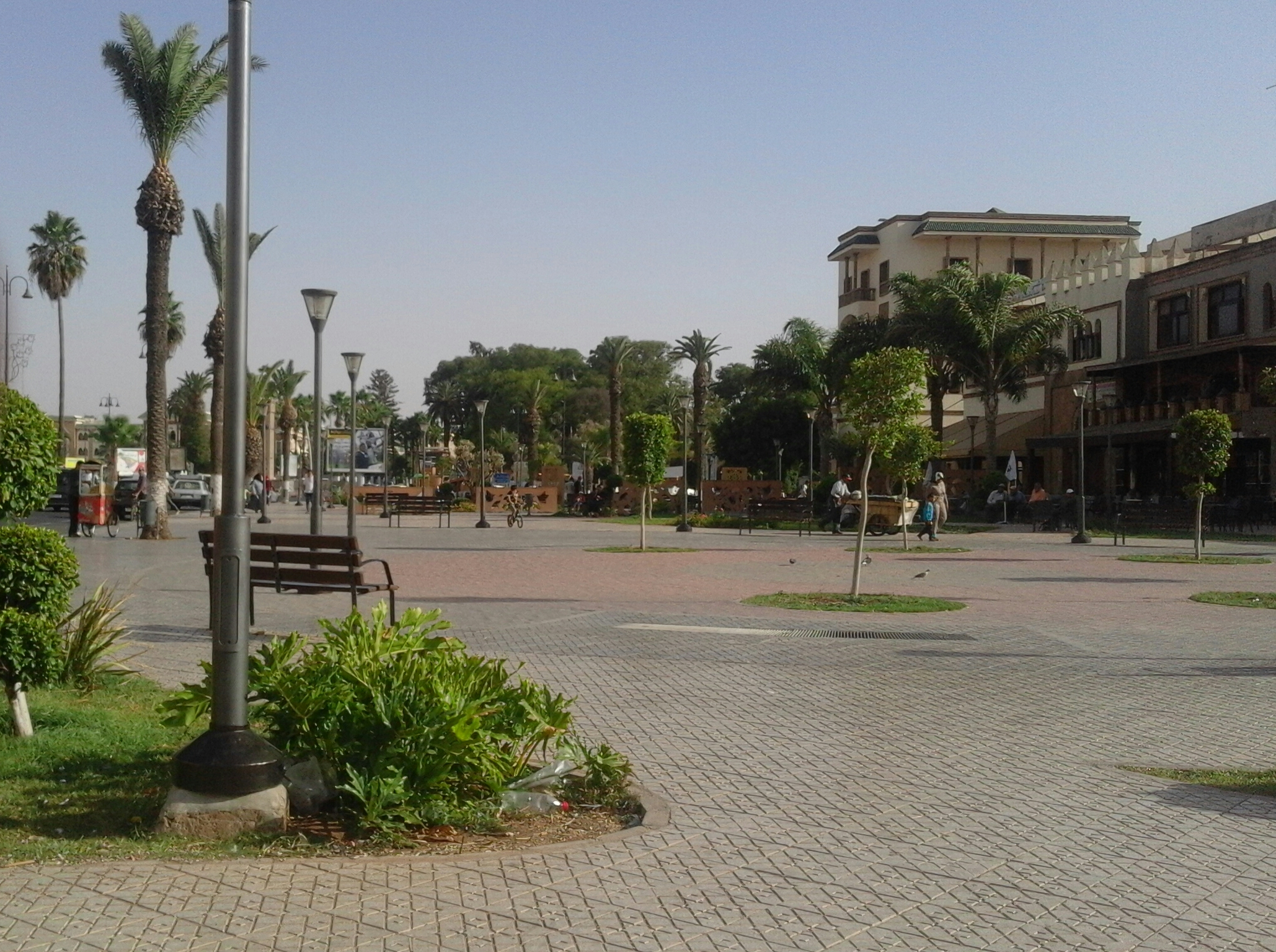
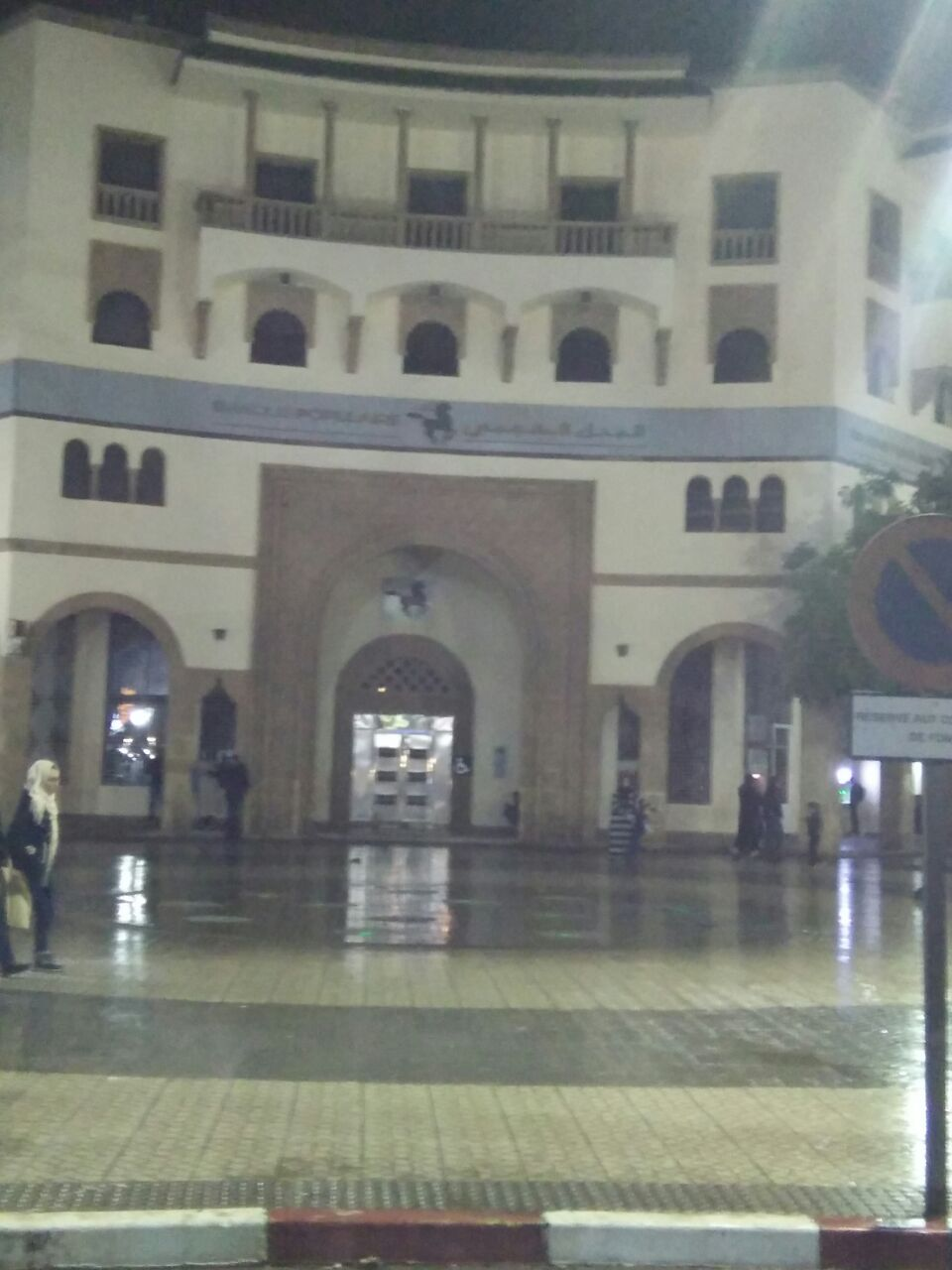
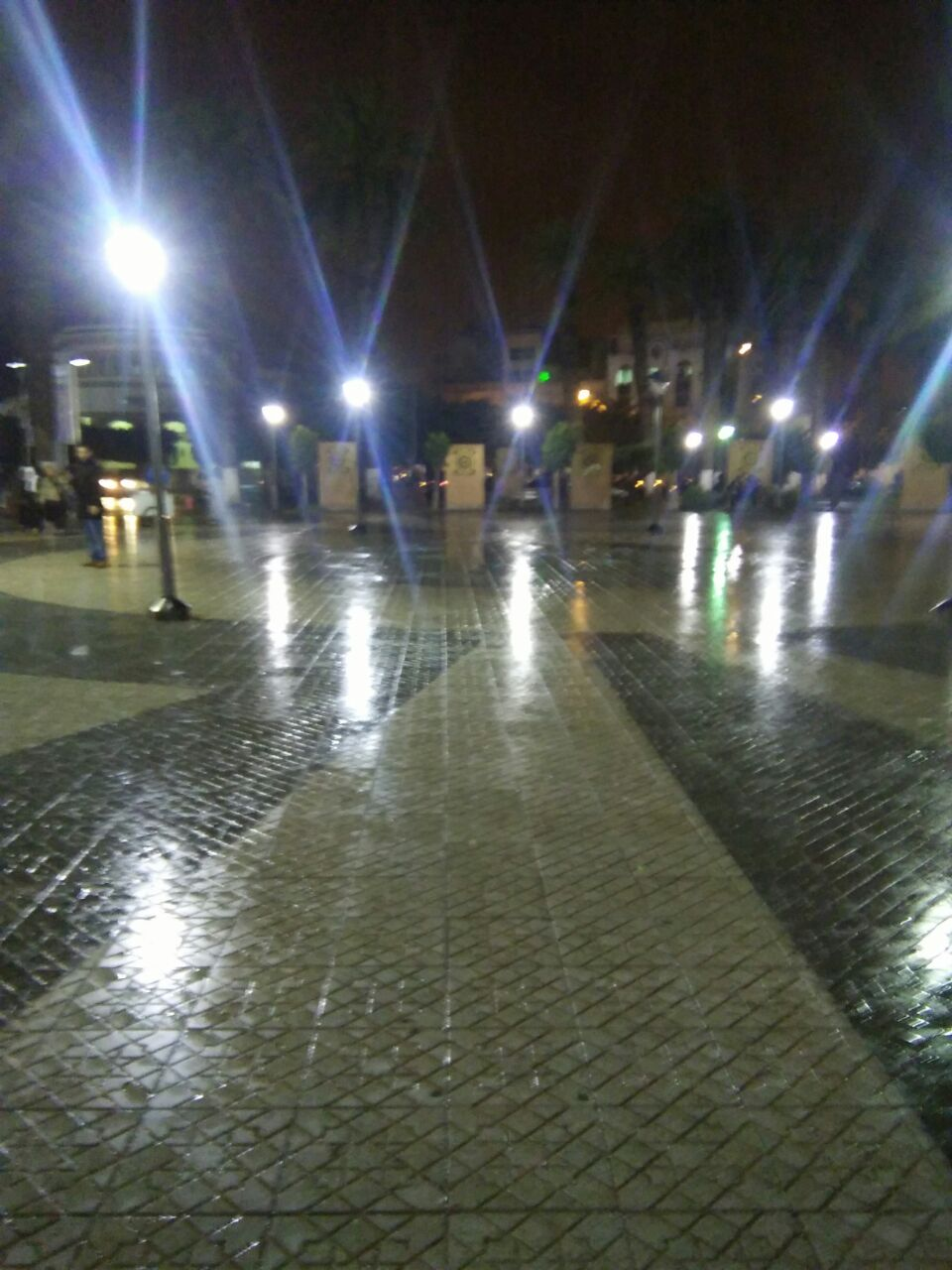
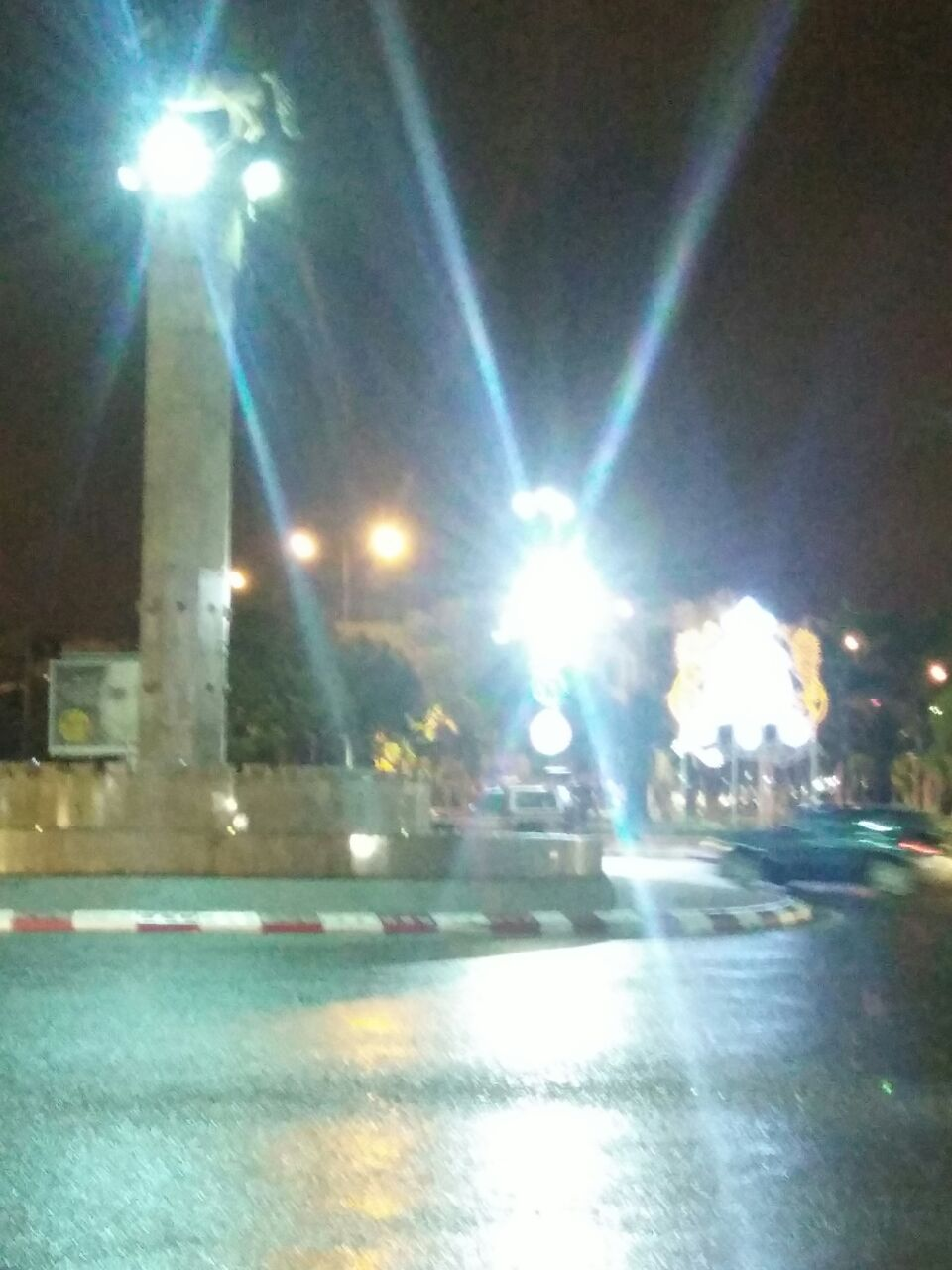